# تیفانی کامرون
تیفانی کامرون (انگلیسی: Tiffany Cameron؛ زادهٔ ۱۶ اکتبر ۱۹۹۱) بازیکن فوتبال اهل کانادا است.
از باشگاه‌هایی که در آن بازی کرده‌است می‌توان به باشگاه فوتبال آپولون لیماسول، باشگاه فوتبال هوفنهایم (زنان)، باشگاه فوتبال هوفنهایم، اف سی کانزاس سیتی، و باشگاه فوتبال رین اشاره کرد.
وی همچنین در تیم‌های ملی فوتبال Canada women's national under-17 soccer team، زنان کانادا، و زنان جامائیکا بازی کرده‌است.